# Harmothoe aspera
Harmothoe aspera é uma espécie de anelídeo pertencente à família Polynoidae.
A autoridade científica da espécie é Hansen, tendo sido descrita no ano de 1878.
Trata-se de uma espécie presente no território português, incluindo a sua zona económica exclusiva.